# 大和市立南林間小学校
大和市立南林間小学校（やまとしりつ みなみりんかんしょうがっこう）は、神奈川県大和市南林間にある公立小学校。大和市立南林間中学校と神奈川県立大和西高等学校に隣接している。

## 所在地
神奈川県大和市南林間9丁目3-2

## 沿革
- 1974年（昭和49年）
  - 4月1日 - 大和市立林間小学校から分離し、大和市立南林間小学校として創立。
  - 7月2日 - この日（7月2日）を開校記念日と定める。
- 1975年（昭和50年）3月17日 - 校章図案発表会開催し、図案制定。
- 1977年（昭和52年）2月25日 - 体育館落成。
- 1978年（昭和53年）
  - 7月10日 - プール完成。
  - 12月1日 - 校歌制定。
- 1981年（昭和56年）3月18日 - PTA主催バザーにより「思いやり」の碑完成。
- 1982年（昭和57年）5月7日 - インドシナ難民児童教育のための学級を開設する（ひまわり級）｡
- 1983年（昭和58年）4月5日 - 障害児学級「つくし級」開設。
- 1984年（昭和59年）3月12日 - 創立10周年記念誌発行。
- 1994年（平成6年）3月 - 創立20周年記念事業実施。
- 1996年（平成8年）8月10日 - 用務員住宅撤去。
- 1997年（平成9年）
  - 2月11日 - 学校園完成。
  - 2月 - 貯水槽回り及び西側フェンス撤去し、新設。
  - 2月25日 - 緑の池完成。
  - 7月10日 - 難民児童の教育と国際教育推進に貢献していることに対し、外務大臣から表彰される。
- 1998年（平成10年）3月26日 - 難民児童の教育に貢献したことに対して、アジア福祉教育財団より表彰される。
- 1999年（平成11年）8月 - 校舎耐震補強工事。
- 2001年（平成13年）
  - 1月 - 給水管、高架槽取り替え工事。
  - 12月 - 校内LAN整備事業。
- 2003年（平成15年）
  - 8月 - 体育館耐震補強工事。
  - 11月29日 - 創立30周年を祝う会開催し、30周年記念誌発行。
- 2006年（平成18年）
  - 2月28日 - 校舎温度保持除湿工事完了（2005年7月まで）。
  - 4月1日 - 二学期制実施。
- 2007年（平成19年）
  - 2月28日 - アメリカンスクールとの交流20周年。
  - 9月1日 - 芝生遊地完成。
- 2009年（平成21年）4月1日 - 特別支援学級・肢体不自由学級「つくし③」開設。
- 2010年（平成22年）6月2日 - 放課後子ども教室開設。
- 2011年（平成23年）8月 - 図書室リニューアル（ウェルカムプラン）。
- 2013年（平成25年）
  - 7月2日 - 創立40周年開校記念日。
  - 9月21日 - 創立40周年記念運動会開催。
  - 11月12日 - 創立40周年記念講演会（Luna Lunaによる「言葉と音楽」)開催。
  - 11月29日 - 創立40周年記念音楽会開催。
- 2015年（平成27年）6月 - 放課後寺子屋やまと開設。
- 2016年（平成28年）1月29日 - 校内インターフォン設置。
- 2023年（令和5年）11月4日 - 創立50周年記念式典挙行[1]。

## 通学地域
- 下鶴間の一部
- 南林間2丁目、3丁目、5丁目、7丁目 - 9丁目
- 中央林間西1丁目 - 3丁目

## 進学先
- 大和市立南林間中学校

## アクセス
- 神奈川中央交通「小02」・「小03」・「林03」・「台12」の各系統で、「九条」停留所下車後、徒歩約670m・約7分。